# التيار الوطني الشيعي
التيار الصدري أو التيار الوطني الشيعي هو حركة وطنية إسلامية شيعية عراقية برزت كأحد أهم التيارات السياسية والفكرية في المشهد العراقي الحديث وتعود اصول هذا التيار الى مفهوم الحوزة الناطقة الذي اسسه المرجع الديني الشيعي محمد محمد صادق الصدر الذي تصدى للمرجعية الشيعية في تسعينيات القرن العشرين واعتمد منهجاً ثورياً وأم بنفسه صلاة الجمعة معارضاً لحكومة العراق البعثية آنذاك، وقد استمرت هذه الحركة بعد اغتياله عام 1999 تحت قيادة ولده مقتدى الصدر الذي تولى إدارة شؤون الحوزة الناطقة، والتي ستتحول برموزها المعروفة وجماهيرها الى ما سيعرف بالتيار الصدري بعد غزو العراق عام 2003  ويمثل هذا التيار حالياً قطباً مهماً في المشهد السياسي العراقي والاقليمي.

## البدايات المبكرة
خلافاً للمنهج الكلاسيكي للمرجعيات الشيعية في العراق والذي اعتمد على مبدأ التقية في التعامل مع المتغيرات السياسية منذ صعود البعثيين الى سدة الحكم في العراق فقد اعتمد المرجع الشيعي محمد باقر الصدر منهجاً علمياً يقوم على اساس مشروع دولة الإسلام العادلة واسس بشكل فعلي فكر سياسي شيعي  وتعارض بشكل علني مع تسلط النظام البعثي ورفض سياساته وافتاءه بحرمة الانتماء الى حزب البعث مما قاد في نهاية المطاق الى الى اعدامه مع شقيقته آمنة الصدر عام 1980 وعلى منهجه سار عدد من تلامذته وكان ابرزهم الصدر الثاني الذي سيتصدى للمرجعية بعد سنوات ويشرع ببناء قاعدة جماهيرية شعبية واسعة النطاق امتدت لتشمل معظم مدن العراق وتكون النواة الفعلية لظهور مايعرف بالتيار الصدري ، حرص الصدر الثاني على نقل المجتمع من حالة الرضوخ للسلطة الى حالة الولاء والانتماء لما اسماه بالحوزة الناطقة آنذاك والتي يمثلها الصدر بنفسه ، كما اسس بشكل فعلي المحاكم الشرعية التي تولت اصدار الاحكام في مختلف القضايا الاجتماعية بدلاً من التحاكم الى الحكومة كما انه اقام صلاة الجمعة التي امها بنفسه في مسجد الكوفة وكلف وكلاء عنه بامامتها في معظم مدن العراق الاخرى وافتى بإحياء كثير من الممارسات والشعائر الدينية التي كانت ممنوعة من قبل السلطة كالمشي الى كربلاء او اقامة مجالس العزاء الحسيني كل هذا مهد الى التصادم الحتمي مع السلطة الحاكمة وصولاً الى اغتياله مع نجليه في شباط 1999 قرب منزله في الحنانة بمدينة النجف.

## مابعد الصدر الثاني
المرحلة التي اعقبت اغتيال الصدر الثاني مثلت انعطافة مهمة في تاريخ التيار الصدري فقد نشأ عن عملية الاغتيال المواجهة العسكرية الشعبية مع سلطة حزب البعث والتي عرفت بانتفاضة 1999  او انتفاضة ساعة الصفر وقادها عدد من طلبة الصدر كعلي الكعبي ومحمد النعماني واسامة الموسوي وغيرهم باشراف شبه مباشر من مقتدى الصدر وامتدت في عدد كبير من مدن وسط وجنوب العراق ومنها مدينة الصدر والبصرة والكوت والناصرية والمثنى  وادت الى مقتل واعتقال الكثير من انصار الصدر وطلبته فيما اضطر عدد كبير منهم الى مغادرة العراق نحو سوريا وايران المجاورتين  ، وقد استمر الصدر الابن بادارة مكتب والده واقامة الدرس الحوزوي والاشراف على المدارس الحوزوية في مدينة النجف وسط رقابة شديدة من السلطة واقامة جبرية استمرت لعدة سنوات.

## مرحلة الاحتلال الامريكي
قال نور الخزاعي في كتابه (الأهمية السياسية لمدينة النجف) "حتى صبيحة التاسع من نيسان 2003م يوم سقوط النظام، لم يُعرف تيار باسم التيار الصدري في مقالة أو كتاب أو أي وسيلة إعلامية رسمية قبل هذا التاريخ بل كان ظهوره إلى الساحة بعد هذا التاريخ وكان السيد مقتدى الصدر (الابن الشاب للسيد محمد محمد صادق الصدري) هو الشخصية الرمز لدى هذا التيار ويشترك هذا التيار مع التوجه السني العام في أسلوب مواجهة الاحتلال الأمريكي والبريطاني للعراق إذ تبنى الطرفان خيار المقاومة المسلحة وضرورة جدولة انسحاب القوات الأجنبية من العراق".
مثلت مرحلة مابعد الاحتلال الامريكي للعراق مرحلة الظهور العلني والنشوء الفعلي للتيار الصدري ككيان سياسي وشعبي في العراق تحت عنوان الحوزة الناطقة ، وفي ظل الفراغ الامني الكبير في الايام الاولى من سقوط السلطة اسهمت القيادات الميدانية للتيار الصدري من رجال دين وطلبة بالسيطرة على حملة النهب التي تعرضت لها المؤسسات الحكومية من قبل المواطنين وذلك عبر حماية عدد من المؤسسات كما عملوا على إعادة عمل المستشفيات والدوائر الخدمية كالدفاع المدني وتولت عناصر مسلحة تابعة للتيار حماية بعض المؤسسات التي أُعيد العمل بها في مدينة النجف ومدن اخرى في العراق  ، وارتقى الصدر منبر خطبة الجمعة في مسجد الكوفة بعد بضعة ايام من سقوط النظام ليبدأ مرحلة من الصدام العلني والمباشر مع قوات الاحتلال الامريكي ، فوضع الصدر نصب عينه الوضع المتأزم في العراق والاحتلال الذي شكل حكومة تحت إدارة حاكم عسكري امريكي آنذاك مما دفع الصدر الى اعلان رفض مثل تلك الحكومة والمطالبة بانسحاب قوات الاحتلال وخروجها من العراق ودعا جميع الاطراف العراقية الى تأسيس حكومة عراقية بعيداً عن الارادة الامريكية ونظم تظاهرات كبيرة لمعارضة الاحتلال والمطالبة بانسحابه انتهت بصدام مسلح واسع النطاق في معظم مدن وسط وجنوب العراق بين جيش المهدي التابع للتيار وقوات الاحتلال.

## جيش المهدي
يمثل جيش المهدي الجناح العسكري للتيار الصدري حتى عام 2008 والذين وقفوا ضد القوات الإمريكية وسياستها ورفضوا اتفاقيات الحكومة مع الولايات المتحدة، استمدو رفضهم هذا من مرجعهم محمد الصدر حيث كان رافضا لأميركا وهذا ما بينه في خطب صلاة الجمعة قبل إغتياله عام 1999، نظموا العديد من المظاهرات ودخل جيش المهدي في مواجهات عسكرية مع القوات الأميركية في 2004 حتى 2008 وفي 2009 تشكل لواء اليوم الموعود الذي حل محل جيش المهدي في مواجهة القوات الأمريكية.

## الكتلة الصدرية

شعار الكتلة الصدرية في انتخابات 2021

دخل التيار الصدري الانتخابات العراقية لاول مرة عام 2006 تحت مظلة التحالف الوطني الشيعي آنذاك بطلب مباشر من مرجعية النجف كما كان التيار الصدري أكبر حزب سياسي في الانتخابات البرلمانية العراقية تحت مسمى الكتلة الصدرية في أكتوبر 2021، بحصوله على 73 مقعدًا في البرلمان، لكن في يونيو 2022 وخلال الأزمة السياسية العراقية 2022، استقالت الكتلة من البرلمان بتوجيه من مقتدى الصدر وبطلب مقدم من قبل رئيس الكتلة حسن العذاري.

## المنشقون عن التيار الصدري
انشق عن التيار الصدري عدد من القيادات على مختلف المستويات منهم:
- قيس الخزعلي: قيادي برز في معركة النجف التي اندلعت بين جيش المهدي التابع للتيار الصدري والجيش الأمريكي بتاريخ 4 نيسان 2004، انشق عن التيار في عام 2007 اثناء اعتقاله في سجن كروبر لدى القوات الامريكية وأسس ميليشيا عصائب أهل الحق.[11]
- أكرم الكعبي: جندي سابق في جيش المهدي انشق عن التيار الصدري بعد انضمامه الى عصائب أهل الحق عند تشكيلها، التي صار أميناً عاماً لها خلال اعتقال قيس الخزعلي وبعدها قام بتأسيس حركة النجباء.[12]
- أسعد الناصري: خطيب الجمعة في مسجد الكوفة سابقا والمقرب من الصدر، انشق عن التيار الصدري خلال أحداث الاحتجاجات العراقية التي اندلعت في تشرين سنة 2019.[13]
- بهاء الأعرجي: سياسي كان ضمن كتلة الأحرار ثم انشق عن التيار.[14]